# Paranatinga
Paranatinga es un municipio brasilero del estado de Mato Grosso. Se localiza a una latitud 14º25'54" sur y a una longitud 54º03'04" oeste, estando a una altitud de 460 metros. Su población estimada en 2005 era de aproximadamente 18 Mil Habitantes.
Posee un área de 24.267,9 km².